# Celastrina
Celastrina es un género de mariposas ditrysias de la familia Lycaenidae que se distribuyen por todo el mundo.

## Especies[2]
- Celastrina acesina (Bethune-Baker, 1906)
- Celastrina albocoeruleus (Moore, 1879)
- Celastrina algernoni (Fruhstorfer, 1917)
- Celastrina argiolus (Linnaeus, 1758)
- Celastrina cardia (Felder, 1860)
- Celastrina dipora (Moore 1865)
- Celastrina echo (Edwards, 1864)
- Celastrina fedoseevi (Korshunov & Ivonin, 1990)
- Celastrina filipjevi (Riley, 1934)
- Celastrina gigas (Hemming, 1928)
- Celastrina gozora (Boisduval, 1870)
- Celastrina hersilia (Leech, 1893)
- Celastrina huegeli (Moore, 1882)
- Celastrina humulus (Scott & Wright, 1998)
- Celastrina idella (Wright & Pavulaan, 1999)
- Celastrina iynteana (De Nicéville, 1883)
- Celastrina ladon (Cramer, 1780)
- Celastrina ladonides (De L'Orza, 1869)
- Celastrina lavendularis (Moore, 1877)
- Celastrina lucia (Kirby, 1837)
- Celastrina morsheadi (Evans, 1915)
- Celastrina neglecta (Edwards, 1862)
- Celastrina neglectamajor (Opler & Krizek, 1984)
- Celastrina nigra (Forbes, 1960)
- Celastrina ogasawaraensis (Pryer, 1886)
- Celastrina oreas (Leech, 1893)
- Celastrina perplexa (Eliot & Kawazoé, 1983)
- Celastrina phellodendroni (Omelko, 1987)
- Celastrina philippina (Semper, 1889)
- Celastrina serotina (Pavulaan & Wright, 2005)
- Celastrina sugitanii (Matsumura, 1919)